# U progu tajemnicy (film 1945)
U progu tajemnicy (ang. Dead of Night) – brytyjski horror w konwencji antologii filmowej z 1945 roku. Poszczególne epizody zostały wyreżyserowane przez Alberta Cavalcantiego, Charlesa Crichtona, Basila Deardena i Roberta Hamera.

## Fabuła
Architekt Walter Craig (Mervyn Johns) przybywa do wiejskiej posiadłości Eliota Foleya (Roland Culver), aby doradzać przy jej przebudowie. Na miejscu zebrała się akurat grupa znajomych. Walter uświadamia sobie, że chociaż nie zna nikogo z obecnych, to widział wszystkich w swoim śnie, który do złudzenia przypominał obecną sytuację. Zgromadzeni zaczynają wierzyć Walterowi, gdy udaje mu się przewidzieć wydarzenia zachodzące w posiadłości (np. niespodziewane przybycie nowej osoby). W obliczu tak niecodziennej sytuacji, obecni goście zaczynają po kolei opowiadać o innych nietypowych i nadprzyrodzonych historiach, które im się przydarzyły lub o których słyszeli: 
- o rannym w wypadku kierowcy wyścigowym
- o zabawie w chowanego podczas przyjęcia bożonarodzeniowego
- o nawiedzonym lustrze
- o dwóch zapalonych golfistach
- o brzuchomówcy i jego lalce

## Obsada

### Główny wątek
(reżyseria Basil Dearden)
- Anthony Baird - Hugh Grainger
- Roland Culver – Eliot Foley
- Renée Gadd – Pani Craig
- Sally Ann Howes – Sally O’Hara
- Mervyn Johns – Walter Craig
- Barbara Leake - Pani O’Hara
- Mary Merrall – Pani Foley
- Frederick Valk – Dr. van Straaten
- Googie Withers – Joan Cortland

### Epizod „Kierowca karawanu”
(reżyseria Basil Dearden; scenariusz na podstawie opowiadania „The Bus-Conductor” autorstwa E. F. Bensona opublikowanego w The Pall Mall Magazine w 1906)
- Anthony Baird - Hugh Grainger
- Judy Kelly – Joyce Grainger
- Miles Malleson – karawaniarz / konduktor w autobusie
- Robert Wyndham - Dr. Albury

### Epizod „Przyjęcie bożonarodzeniowe”
(reżyseria Alberto Cavalcanti; scenariusz Angus MacPhail)
- Michael Allan - Jimmy Watson
- Sally Ann Howes – Sally O’Hara
- Barbara Leake - Pani O’Hara

### Epizod „Nawiedzone lustro”
(reżyseria Robert Hamer; scenariusz John Baines)
- Ralph Michael – Peter Cortland
- Esmé Percy – Pan Rutherford (Sprzedawca antyków)
- Googie Withers – Joan Cortland

### Epizod „Golfowa historia”
(reżyseria Charles Crichton; scenariusz oparty na opowiadaniu H.G. Wellsa)
- Peggy Bryan – Mary Lee
- Basil Radford – George Parratt
- Naunton Wayne – Larry Potter
- Peter Jones - barman Fred

### Epizod „Lalka brzuchomówcy”
(reżyseria Alberto Cavalcanti; scenariusz John Baines)
- Allan Jeayes – Maurice Olcott
- Magda Kun - Mitzi
- Miles Malleson – Strażnik
- Garry Marsh – Harry Parker
- Hartley Power – Sylvester Kee
- Michael Redgrave – Maxwell Frere
- Frederick Valk – Dr. van Straaten
- Elisabeth Welch – Beulah

## Ciekawostki
- Fabuła filmu zainspirowała Thomasa Golda, Hermanna Bondiego i Freda Hoyle'a do stworzenia kosmologicznej teorii stanu stacjonarnego[1].
- Jedna ze scen epizodu o brzuchomówcy została omówiona przez filozofia Slavoja Žižka w filmie dokumentalnym Z-Boczona historia kina (2006) w reżyserii Sophie Fiennes.
- Basil Radford i Naunton Wayne zagrali w filmie Starsza pani znika (1938) Alfreda Hitchcocka dwóch zagorzałych fanów krykieta - Chartersa i Caldicotta. Postacie te zyskały popularność widowni i od tamtej pory Radford i Wayne powtórzyli role wielkich fanów sportu w kilku innych filmach. Jednym z nich było U progu tajemnicy. Ze względu jednak na prawa autorskie, nazwiska postaci zostały zmienione na Parratt i Potter (dwaj zapaleni golfiści z epizodu „Golfowa historia”)[2].